# Bobby McFerrin
Bobby McFerrin (11. marts 1950 i New York City i USA) er en jazz-inspireret a cappella-kunstner. Han er i særdeleshed kendt for sin vokalimprovisation. I de senere år har han desuden gjort sig bemærket som dirigent. Hans sang "Don't Worry, Be Happy" indtog førstepladsen på hitlisterne i USA i 1988. Til trods for at det var Bobby McFerrin som skrev sangen, er Bob Marley ofte den som får æren for den. McFerrin har sunget sammen med instrumentalister som pianisterne Chick Corea og Herbie Hancock eller cellisten Yo-Yo Ma. McFerrin er derudover også kendt for at have en stemme med en ambitus på fire oktaver, og for at bruge stemmen til at lave lyde og effekter – såkaldt beatboxing. Han kan for eksempel efterligne både trommer og bas samtidig.
Udover vokalist-karrieren, blev McFerrin i 1993 ansat hos Saint Paul Chamber Orchestra med ansvar for kreativitet.
Bobby McFerrin anses for at være manden som ikke kan begå fejl. Alle hans plader har vært anderledes end den forrige. Han er en stor fan af improvisation, og bliver i denne sammenhæng set som et musikalsk unikum.

## Diskografi

### Solo
- Bobby McFerrin, 1982
- The Voice, 1984
- Spontaneous Inventions, 1985
- Elephant's Child, 1987
- Simple Pleasures, 1988 (Don't Worry, Be Happy – #1 hitsingle var på dette album)
- How the Rhino Got His Skin/How the Camel Got His Hump, 1990
- Medicine Music, 1990
- Many Faces of Bird, 1991
- Sorrow Is Not Forever, 1994
- Paper Music, 1995
- Bang! Zoom, 1996
- Circlesongs, 1997
- Mouth Music, 2001
- Beyond Words, 2002 – med Chick Corea, Cyro Baptista og Richard Bona

### Samarbejde
- Bobby McFerrin & Jack Nicholson, The Just So Stories, 1987
- Bobby McFerrin & Chick Corea, Play, 1990
- Bobby McFerrin & Yo-Yo Ma, Hush, 1991
- Bobby McFerrin & Chick Corea, The Mozart Sessions, 1996

### Gæsteoptræden
- Pharaoh Sanders, Journey to the One, 1980
- Grover Washington, The best is yet to come, 1982
- Diverse artister, The Young Lions, 1983
- Charles Lloyd Quartet, A Night in Copenhagen, 1984
- Diverse artister, A Tribute to Thelonious Monk, 1984
- Chico Freeman, Tangents, 1984
- Michael Hedges, Watching My Life Go By, 1985
- The Manhattan Transfer, Vocalese, 1985
- Joe Zawinul, Dialects, 1986
- Weather Report, Sportin' Life, 1986
- Al Jarreau, Heart’s Horizon, 1988
- Quincy Jones, Back on the Block, 1989
- Laurie Anderson, Strange Angels, 1989
- Gal Costa, The Laziest Gal in Town, 1991
- Jack DeJohnette, Extra Special Edition, 1994
- The Yellow Jackets, Dreamland, 1995
- George Martin, In My Life, 1998 – på Come Together med Robin Williams
- Bela Fleck and the Flecktones, Little Worlds, 2003
- Chick Corea, Rendez-Vous in New York, 2003
- Wynton Marsalis, Magic Hour, 2004

## Grammypriser
- 1985, Best Jazz Vocal Performance, male, "Another Night In Tunisia" med Jon Hendricks
- 1985, Best Vocal Arrangement for two or more voices, "Another Night In Tunisia" med Cheryl Bentyne
- 1986, Best Jazz Vocal Performance, male, "Round Midnight"
- 1987, Best Jazz Vocal Performance, male, "What Is This Thing Called Love"
- 1987, Best Recording for Children, "The Elephants’ Child" med Jack Nicholson
- 1988, Song of the year, Best Pop Vocal Performance, male, Record of the year, "Don’t Worry, Be Happy"
- 1988, Best Jazz Vocal Performance, male, "Brothers"
- 1992, Best Jazz Vocal Performance, "Round Midnight"